# Sonaguera Fútbol Club
El Sonaguera Fútbol Club es una institución deportiva hondureña con sede en la ciudad de Sonaguera, en el Departamento de Colón. El equipo de fútbol ha militado profesionalmente en la Liga de Ascenso de Honduras y actualmente disputa la Liga Mayor de Honduras, tercera categoría del balompié hondureño.
Otra disciplina importante es el baloncesto.

## Jugadores

### Jugadores destacados
Algunos jugadores que han tenido paso por la Liga Nacional de Honduras:
- Carlos Suazo
- Marco Tulio Vega
- Luis Omar Bardales
- Ángel Dionicio Rodríguez Mejía